# Sergej Plesjakov

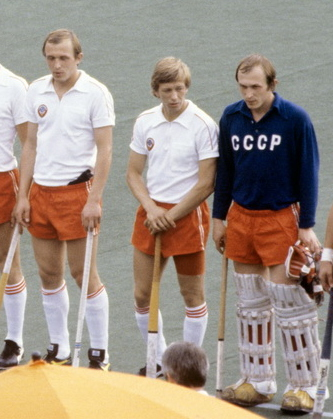
Sergej (till vänster) och Vladimir Plesjakov, 1980.

Sergej Michajlovitj Plesjakov (ryska: Сергей Михайлович Плешаков), född den 2 november 1957 i Syzran, Sovjetunionen, död 29 maj 2018 i Jekaterinburg, var en sovjetisk landhockeyspelare.
Han tog OS-brons i herrarnas landhockeyturnering i samband med de olympiska landhockeytävlingarna 1980 i Moskva.